# Partit d'Acció Democràtica
Partit d'Acció Democràtica (PADE) fou un partit polític espanyol d'ideologia socialdemòcrata fundat i dirigit per Francisco Fernández Ordóñez. A les eleccions generals espanyoles de 1979 formà part de la coalició Unió de Centre Democràtic i assolí 17 parlamentaris. Després de l'ensulsiada de la UCD el 1981 va presentar-se a les eleccions generals espanyoles de 1982 dins les llistes del PSOE. Es va dissoldre el 1983 per entendre que el seu espai polític ja era ocupat per aquest partit.